# Manden uden Ansigt
|  | Denne artikel er oprettet af botten PalnaBot ud fra en ekstern database. Den kan derfor have sproglige fejl eller mangler. Denne skabelon kan fjernes efter kontrol af indholdet. |

Manden uden Ansigt er en spillefilm fra 1915 instrueret af Benjamin Christensen efter eget manuskript.